# 閃光ライオット
閃光ライオット（せんこうライオット）は、TOKYO FMのSCHOOL OF LOCK!とSony Musicが主催する10代のアーティストのみによる「ティーンネイジロックフェス」。

## 概要
2008年にTOKYO FMのラジオ番組「SCHOOL OF LOCK!」とSony Musicとの主催によって初開催され、2009年から2014年まではau（KDDI）も主催に名を連ねていた。
当初は夏に東京国際展示場（通称：東京ビッグサイト）にてファイナルステージが行われていたが、2011年 - 2013年は日比谷野外大音楽堂にて、2014年は新木場 STUDIO COASTにて開催。予選受付などの費用は無料、3次審査以降の出場者の交通費・宿泊費は大会が負担、ライブ会場の観客入場料も無料。
「ティーンエイジャー参加型ロック・フェスティバル」（「SCHOOL OF LOCK!」番組宣伝より）であり、「強烈な一瞬の光（閃光）が、暴動（riot＝ライオット）する日」である。
2015年2月16日のSCHOOL OF LOCK!番組冒頭で、7年間の歴史に幕を閉じ、新たなフェスとして『未確認フェスティバル』を開催することを発表した。
初代グランプリのGalileo Galileiを皮切りに、ステレオポニー、WEAVER、ねごと、GLIM SPANKY、ズットズレテルズ（一部メンバーが移籍し後のOKAMOTO'S）、関取花、BURNOUT SYNDROMES、片平里菜、ぼくのりりっくのぼうよみ、SHE'S、緑黄色社会など多数のアーティストを輩出した。
2023年2月6日に放送された『SCHOOL OF LOCK!』の番組内で9年ぶりに再始動することが発表された。

## 参加方法

### 出演者予選審査
出演者は「SCHOOL OF LOCK!」生放送教室で発表され、
1. 1次審査（デモテープ音源）
2. 2次審査（スタジオ審査）
3. 3次審査（ライブハウス審査）

を行い、出演者を決定する。
3次審査はラジオのリスナーは会場に行けば自由に聴け、その盛り上がりかたも審査の対象になる。
また、2008、2012、2013の各年には、3次審査に落選した応募者の敗者復活戦（キモチステージ）、2009年には受験生コースが用意されていた。

## 閃光ライオット（第1回）
2008年8月10日東京ビッグサイト西駐車場で開催。出場バンドは16組（15組と一般審査投票のキモチステージ「little beans」<大阪府代表>）。2008年10月10日にはMUSIC ON! TVでイベントの模様を放送した。

### 出演者
- Galileo Galilei
- Brian the Sun
- ねごと
- ジュブナイルボート

- DOMINO
- FOOLON
- THE NAMPA BOYS
- The Musique

- 中村瑛彦
- Piggy Hedgehog
- twelve nine
- N.O.B.U!!!

- Brack Top
- HEAD SPEAKER
- 松室政哉
- little beans（キモチステージ）

### 審査員
- Base Ball Bear（特別審査員　LIVE）
- monobright（特別審査員　LIVE）
- FLOW（特別審査員）
- ジン（特別審査員）

### 受賞アーティスト
- グランプリ - 「Galileo Galilei」
- 準グランプリ 「Brian the Sun」
- 審査員特別賞 - 「ねごと」 ・ 「ジュブナイルボート」

### 賞品
グランプリ受賞グループに賞金100万円、準グランプリ・審査員特別賞受賞グループに10万円分の音楽ギフト券とオロナミンC1年分が渡された。

## 閃光ライオット2009
2009年8月8日（土）に東京ビッグサイト西棟展示場屋上特設ステージにて開催された。一般エントリーは2009年1月30日に締め切られた。
今回大会には受験生コースが設けられている。このコースは受験生も参加できるように、応募メンバーに中学3年・高校3年・浪人生がいる場合のみ、締切が2009年4月10日になっていた。出場者は14組であった。
また、2009年5月26日、初代応援ガール（キャンペーンガール役の女子生徒）に、夏未エレナが就任した。前回優勝のGalileo Galileiはオープニングアクトを務めた。2009年9月22日にはMUSIC ON! TVでイベントの模様を放送。

### 出演者
- UNDER NINE
- Bob is Sick
- 釈迦釈迦チキン
- The SALOVERS

- GLIM SPANKY
- concentrate on popping[註 1]
- ふくしれいを
- ズットズレテルズ

- SHIT HAPPENING
- CHEESE CAKE
- 挫・人間
- LONE

- 関取花
- ブライアン新世界

### ゲスト・特別審査員
- BEAT CRUSADERS（特別審査員、ゲストライブアクト）
- Base Ball Bear（特別審査員）（小出、関根だけの予定だったが堀之内も「来ちゃいました」と参加。しかし湯浅だけは来なかった）
- flumpool（ゲストライブアクト）
- Galileo Galilei（オープニングアクト）
- 夏未エレナ（応援ガール）

### 受賞アーティスト
- グランプリ - SHIT HAPPENING
- 準グランプリ - CHEESE CAKE
- 審査員特別賞 - 関取花・The SALOVERS
- 夏未エレナ賞 - 挫・人間

### 賞品
グランプリ受賞グループに賞金100万円、準グランプリ・審査員特別賞受賞グループに各種音楽機材、夏未エレナ賞には本人着用のリストバンドと手紙（内容は未公開）が渡された。

## 閃光ライオット2010
2010年8月1日に東京ビッグサイト野外特設ステージにて開催された。一般エントリーは2010年4月2日に締め切られた。
今回大会にはカラオケステージが設けられている。イメージソングは、Dragon Ash「Rock Band」。来場者には日清「UFO」がプレゼントされた。

### 出演アーティスト

#### レギュラーステージ
- THE★米騒動
- BURNOUT SYNDROMES
- Naked blue star
- 3103

- 山下歩
- THE××ズ
- STRANGE-MACHINE
- The Clap

- ラムチョップス
- Wandering Love
- NewClearFamily
- ちゃの子

#### カラオケステージ
- Asuka
- 松前香帆
- 染谷芽依

### ゲスト・特別審査員
- 阿部真央（特別審査員、ライブゲストアクト）
- Galileo Galilei（特別審査員、ライブゲストアクト）
- THE BACK HORN（ライブゲストアクト）
- Dragon Ash（ライブゲストアクト）
- 川口春奈（応援ガール）
- SHIT HAPPENING（オープニングアクト）
- Base Ball Bear（審査員・小出、堀之内のみ参加）
- 高山都（特別審査員）

### 受賞アーティスト

#### レギュラーステージ
- グランプリ - THE★米騒動
- 準グランプリ - BURNOUT SYNDROMES
- 準グランプリ - Naked blue star
- 審査員特別賞 - 3103
- 川口春奈特別賞 - 山下歩

#### カラオケステージ
- グランプリ - Asuka

## 閃光ライオット2011
第4回となる「閃光ライオット2011」のファイナルステージは、当初は例年通り、東京ビッグサイトで7月31日に開催予定であった。しかし、3月11日に東日本大震災が発生した影響で、開催日が9月4日になったほか、会場も日比谷野外大音楽堂に変更となった。
また、この大会には「オンリー・オーバー・エイジ枠」が設けられた。これは、メンバーのうち1人は23歳まで（閃光ライオット2011では、1988年4月1日生まれまで）のメンバーがいても良いとするもの。なお、オンリー・オーバー・エイジ枠の創設は震災前から決定していた。
3次ライブ審査は、東日本大会が8月1日に東日本大震災の被災地であるZepp仙台で、西日本大会が8月3日にZEPP名古屋(前回ファイナリスト不在)で行われた。
9月4日のファイナルステージは、auのLISMO WAVEとケーブルテレビ（J:COM、JCN、東海ケーブルチャンネル、CAT-V）の無料チャンネルで13:00から20:00まで生中継（J:COMは、関東エリア外では17:00 20:00まで放送。JCNは、JCN足立・JCN熊本・JCNみなと新宿では放送なし）、MUSIC ON TV!にて編集版が放送された。

### 出演アーティスト
（出演順）
1. lemchap（北海道）
2. 赤毛のヘップバーンズ（兵庫県）
3. PAIGE（愛媛県）
4. ALOE#squash!（滋賀県）
5. 透湖（静岡県）
6. 山上竜生（埼玉県、カラオケステージ）
7. 寸止海峡（鹿児島県）
8. 或る感覚（東京都）
9. 片平里菜（福島県）
10. the unknown forecast（愛知県）

### ゲスト・特別審査員
- Base Ball Bear（特別審査員）
- 高山都（特別審査員）
- いしわたり淳治（特別審査員）
- THE★米騒動（オープニングアクト）
- 9mm Parabellum Bullet（ゲストライブアクト）
- 北乃きい（応援ガール）
- 荒井萌（新聞部スペシャル部員）

### 受賞アーティスト
- グランプリ - PAIGE
- 審査員特別賞 - 片平里菜
- カラオケステージ グランプリ - 山上竜生

### 賞品
グランプリ受賞者に賞金100万円、カラオケステージのグランプリ受賞者に賞金10万円が渡された。

## 閃光ライオット2012
第5回となる「閃光ライオット2012」のファイナルステージは、9月2日に日比谷野外大音楽堂で行われた。一般エントリーは2012年5月7日に締め切られた。
9月2日のファイナルステージは、スペースシャワーTV、auのLISMO WAVE、全国95局のケーブルテレビで生中継された。

### 出演アーティスト
（出演順）
1. PENs+[註 2](東京都)
2. SHE'S(大阪府)
3. Chirol(神奈川県)
4. CROMARTY(滋賀県)
5. ザ・銀河鉄道(愛知県)
6. HEAD LAMP(大阪府、キモチステージ決勝進出者)
7. 内村イタル(神奈川県)
8. Half moon spiral(愛知県)
9. バンクス(埼玉県)

### ゲスト・特別審査員
- Base Ball Bear(ゲスト審査員)
- 高山都（特別審査員）
- いしわたり淳治（特別審査員）
- PAGE（オープニングアクト）
- OKAMOTO'S（審査員・ハマ・オカモト、オカモトレイジのみ参加）
- 能年玲奈（応援ガール）

### 受賞アーティスト
- グランプリ - バンクス
- 準グランプリ - Half moon spiral
- 審査員特別賞 - 内村イタル

### 賞品
グランプリ受賞者に賞金100万円、準グランプリ・審査員特別賞受賞者に音楽機材が渡された。

## 閃光ライオット2013
第6回となる「閃光ライオット2013」のファイナルステージは、8月4日に日比谷野外大音楽堂で行われた。一般エントリーは2013年4月1日に締め切られた。
8月4日のファイナルステージは、スペースシャワーTV、auのスマートパス、ケーブルテレビで生中継された。前回優勝のバンクスはオープニングアクトを務めた。
また、スペシャル企画として、Base Ball Bearと橋本愛のコラボレーションによる「閃光ライオット公式応援ソング」のミュージックビデオを初披露した。Base Ball Bearが書き下ろした公式応援ソング「senkou_hanabi」のミュージックビデオのプロデュースを務めたのは、「SCHOOL OF LOCK!」写真部の部長・橋本愛。リスナーから、何かに打ち込んでいる姿や、その真剣な表情など、決定的な瞬間おさめた写真を募集し、その写真を使ったミュージックビデオが野音のスクリーンで上映された。

### 出演アーティスト
（出演順）
1. WOMCADOLE(滋賀県)
2. 水上カルビ(埼玉県)
3. 緑黄色社会(愛知県)
4. Ivy to Fraudulent Game(群馬県)
5. THE 地球連邦軍(滋賀県)
6. とけた電球(神奈川県キモチステージ決勝進出者)
7. 我 ROAD FRONTIER(東京都)
8. フィッシュライフ(大阪府)
9. the quiet room(茨城県)

### ゲスト・ゲスト審査員
- いしわたり淳治（ゲスト審査員）
- Base Ball Bear(ゲスト審査員)（小出、湯浅のみ参加）
- 高山都（ゲスト審査員）
- バンクス（オープニングアクト）
- androp（ゲストライブアクト）
- 剛力彩芽（応援ガール）

### 受賞アーティスト
- グランプリ - フィッシュライフ
- 準グランプリ - 緑黄色社会
- 審査員特別賞 - THE 地球連邦軍

### 賞品
グランプリ受賞者に賞金100万円、準グランプリ・審査員特別賞受賞者に音楽機材が渡された。

## 閃光ライオット2014
第7回となる「閃光ライオット2014」のファイナルステージは、8月24日に日比谷野外大音楽堂で行われる予定だったが、熱中症やゲリラ豪雨等を考慮して、開催日が8月31日に、会場が新木場のSTUDIO COASTにそれぞれ変更された。一般エントリーは2014年3月31日に締め切られた。
今回は、「ダンスステージ」と「DJステージ」が森永製菓ICE BOXの協賛で、またコピーバンド限定のステージである「コピバンライオット」がそれぞれ行われた。
第3次ライブ審査大阪大会では、ゲストでKANA-BOONが出演した。

### 出演アーティスト

#### レギュラーステージ
1. climbgrow(滋賀県)
2. Cookie Monsters(東京都)
3. 奢る舞けん茜(沖縄県)
4. Charles(東京都)
5. ぼくのりりっくのぼうよみ(神奈川県)
6. liflame(大阪府)
7. Rick Rack(奈良県)
8. 最悪な少年(兵庫県)
9. アルキツカレテ(埼玉県)
10. 突然少年(東京都)

#### ダンスステージ
1. D-BURST(大阪府)
2. RITA(東京都・神奈川県)
3. axis(埼玉県)
4. PRO$PER(神奈川県)
5. Yoshiki(宮崎県)
6. Dost(兵庫県)
7. jumelfeeL(奈良県)

DJステージ
1. 猫ぽん
2. はやぴー
3. わきもと

### ゲスト・ゲスト審査員
- Galileo Galilei（ゲスト審査員）
- いしわたり淳治（ゲスト審査員）
- ケント・モリ（ダンスステージ審査員）
- フィッシュライフ（前年度グランプリ、オープニングアクト）
- 野村周平（開会宣言）
- SCANDAL（ゲストライブアクト）

### 受賞アーティスト

#### レギュラーステージ
- グランプリ - 突然少年
- 準グランプリ - climbgrow
- 審査員特別賞 - Cookie Monsters

#### ダンスステージ
- グランプリ - Yoshiki

### 賞品
レギュラーステージグランプリ受賞者に賞金100万円、準グランプリ・審査員特別賞受賞者に音楽機材、ダンスステージグランプリ受賞者に賞金10万円がそれぞれ渡された。

## マイナビ 閃光ライオット2023 produced by SCHOOL OF LOCK!
9年ぶり、第8回となる「閃光ライオット2023」のファイナルステージは、8月7日にZepp DiverCityで行われた。一般エントリーは4月17日に締め切られた。この年のみ、「閃光」「未確認」の両フェスが開催されていなかった2020年～2022年の間に10代を終えてしまったミュージシャンのために、年齢制限が22歳までとなった。
この年は、総応募者数3974組の内、三次ライブ審査に出場した39組から選出された7組に、一般投票により選出された1組を加えた計8組がファイナルステージに進出する予定だったが、後に一般投票枠が2組に変更され、計9組がファイナルステージに進出することになった。またファイナル当日は、
原作の漫画に「閃光ライオット」と「未確認フェスティバル」をもじった「未確認ライオット」というイベントが描かれているテレビアニメ『ぼっち・ざ・ろっく!』より結束バンドがオープニングアクトを務めた。2014年までは前年のグランプリ受賞者がオープニングアクトとして出演していたが、今回は10年前の「閃光ライオット2013」の準グランプリ受賞者である緑黄色社会がゲストとして出演した。
出演アーティスト
（出番順）
1. Blue Mash（大阪府）
2. 三四少女（大阪府）
3. shoki（島根県）
4. 極樂万博（滋賀県、一般投票枠）
5. RIP DISHONOR（高知県）
6. イクラノドン（東京都、一般投票枠）
7. halogen（宮城県）
8. 超☆社会的サンダル（東京都）
9. でかくてまるい。（北海道）

審査員・ゲスト
- いしわたり淳治（特別審査員）
- 岡崎体育（特別審査員）
- 蒼山幸子（特別審査員）
- 若井滉斗（Mrs. GREEN APPLE、特別審査員）
- 緑黄色社会（ゲストアクト）
- 宮世琉弥（応援アンバサダー）
- 結束バンド[註 4]（オープニングアクト）

受賞アーティスト
- グランプリ・マイナビ賞（W受賞） - でかくてまるい。[14]
- 審査員特別賞 - shoki

## マイナビ 閃光ライオット2024 produced by SCHOOL OF LOCK!
2024年の閃光ライオットのファイナルステージは、8月7日に前年と同じくZepp DiverCityで開催。一般エントリーは当初3月31日までの予定だったが延長され、4月7日までとなった。
この年は、総応募者数3078組の内38組が3次ライブ審査に出場した。大阪・東京で3日間に渡って行われた3次ライブ審査には、ammo（大阪）、ねぐせ。（東京1日目）、マルシィ（東京2日目）の3組がゲストアクトとして出演した。3次ライブ審査で選出された9組に、一般投票により選出された1組を加えた計10組がファイナルステージに進出した。なお、halogenは『未確認』を含めても初となる2年連続ファイナリストとなった。
出演アーティスト
（出番順）
1. プライドの高い深夜のコンビニアルバイト（千葉県）
2. LaDybug（広島県）
3. 皆川溺（東京都）
4. Yukky（愛知県）
5. halogen（宮城県）
6. LOM（茨城県）
7. Crazycastle（沖縄県）
8. 友利あゆ（沖縄県、一般投票枠）
9. インタールード（大阪府）
10. admires（宮城県）

審査員・ゲスト
当初はアイナ・ジ・エンドも特別審査員として出演予定だったが、出演キャンセルとなった。
- 山田貴洋（ASIAN KUNG-FU GENERATION、特別審査員）
- 尾崎雄貴・岩井郁人（Galileo Galilei、特別審査員）
- 遠山大輔（グランジ、特別審査員）[15]
- CHICO CARLITO（特別審査員）
- 水曜日のカンパネラ（ゲストアクト）
- 豊嶋花（応援アンバサダー）
- でかくてまるい。（前年度グランプリ、オープニングアクト）

受賞アーティスト
- グランプリ - admires[16]
- マイナビYell Song賞 - halogen
- 審査員特別賞 - Yukky

## マイナビ 閃光ライオット2025 produced by SCHOOL OF LOCK!
2025年の閃光ライオットのファイナルステージは、8月7日に前年と同じくZepp DiverCityで開催。
この年は、通常のレギュラーステージと合わせて、ボカコレ2025冬とコラボして行われる「ボカロステージ」が創設された。総応募者数は、レギュラーステージが3129組、ボカロステージが242組。レギュラーステージにおいては、37組が3次ライブ審査に出場。大阪・東京で3日間に渡って行われた3次ライブ審査には、トンボコープ（大阪）、なきごと（東京1日目）、Conton Candy（東京2日目）の3組がゲストアクトとして出演した。3次ライブ審査で選出された8組に、一般投票により選出された1組を加えた計9組がグランプリファイナルに進出した。インタールードが前回のhalogenに続く2年連続ファイナリストとなったほか、PREも前回皆川溺のサポートメンバーとして出場している。
レギュラーステージファイナリスト
（出番順）
1. めっちゃ美人（東京都）
2. Cultboi（大阪府）
3. ハッピーセット（長野県）
4. 中村旭（岩手県）
5. PRE（東京都）
6. 愛情ク裸部（埼玉県）
7. インタールード（大阪府、一般投票枠）
8. 物品販売（宮城県）
9. AKAMONE（大阪府）

審査員・ゲスト
- アイナ・ジ・エンド（スペシャルサポーター）
- オカモトショウ、オカモトレイジ（OKAMOTO'S、スペシャルサポーター）
- GLIM SPANKY（レギュラーステージスペシャルサポーター）
- syudou（ボカロステージスペシャルサポーター）
- 遠山大輔（グランジ、スペシャルサポーター）
- UNISON SQUARE GARDEN（ゲストアクト）
- 賀喜遥香、井上和（乃木坂46、応援アンバサダー）[17][18]

受賞アーティスト
- グランプリ - めっちゃ美人
- マイナビYell Song賞 - AKAMONE
- スペシャルサポーター賞 - 中村旭

## 閃光レーベル
『閃光ライオット』プロジェクトの特別CDを発売するために立ち上げられたインディーズレーベル。販売元はソニー・ミュージックエンタテインメントが請け負っていた。
2008年11月26日にコンピレーションアルバム『閃光ライオット2008』を発表。以降、コンピレーションアルバムに参加したアーティストの作品を発表した。
2014年夏に閃光ライオットが終了したため秋ごろにレーベルが消滅した。

### 作品を発表したアーティスト
| 発売日         | タイトル                               | 規格品番 |
| -------------- | -------------------------------------- | -------- |
| 2009年01月21日 | Galileo Galilei「雨のちガリレオ」      | RIOT-1   |
| 2009年02月18日 | N.O.B.U!!!「MUSIC OF N.O.B.U!!!」      | RIOT-2   |
| 2009年02月18日 | DOMINO「JK riot !!!」                  | RIOT-3   |
| 2009年03月25日 | ジュブナイルボート「ファーストキッス」 | RIOT-4   |
| 2009年03月25日 | HEAD SPEAKER「KNOCK OUT!」             | RIOT-5   |
| 2010年07月21日 | 関取花「THE」                          | RIOT-6   |
| 2011年06月01日 | Naked blue star「Parallel」            | RIOT-7   |

### コンピレーション・アルバム「閃光ライオット」
第1回目が行われた2008年から毎年、その年の全ファイナリストの曲が1曲ずつ収録されたコンピレーション・アルバムが、閃光レーベルから発売されている。CDに収録されている音源は応募音源ではなく、プロのスタジオでレコーディングし直したものである。価格は、2014年3月までは「ロック」にちなんで1枚690円(税込)であったが、同年4月の消費税率引き上げに伴って、2008年から2013年までのコンピCDは、1枚710円(税込)に値上げされた。なお、2014年のコンピCDについては、1枚690円(税抜)で発売されている。
| 発売日         | タイトル           | 規格品番  | 収録曲 | 備考                               |
| -------------- | ------------------ | --------- | --- | ---------------------------------- |
| 2008年11月26日 | 閃光ライオット2008 | RIOT-2008 | 1. ハローグッバイ / Galileo Galilei 2. Suitability / Brian the Sun 3. Back lash / Brack Top 4. ループ / ねごと 5. NATURAL HIGH / FOOLON 6. EVERYBODY!!! / N.O.B.U!!! 7. ABC / DOMINO 8. バカとの壁 / 中村瑛彦 9. 涙がいっぱい / 松室政哉 10. 今日の出来事 / Piggy Hedgehog 11. THIRTEEN / THE NAMPA BOYS 12. 僕だけのアイドル / ジュブナイルボート 13. TiKiMaLIVE / HEAD SPEAKER 14. feeling / twelve nine 15. Neutrino / little beans 16. サンキューロック / The Musique         | オリコン週間最高位39位 登場回数4回 |
| 2009年12月02日 | 閃光ライオット2009 | RIOT-2009 | 1. Second Life / SHIT HAPPENING 2. 昼過ぎに目が覚めた日曜 〜トリップインザセカイ〜 / Bob is Sick 3. 寝グセ / CHEESE CAKE 4. そらに / concentrate on popping 5. 焦燥 / GLIM SPANKY 6. 土曜日の俺はちょっと違う / 挫・人間 7. 僕の果汁 / ズットズレテルズ 8. 街 / ふくしれいを 9. 夏の夜 / The SALOVERS 10. 花 / 関取花 11. 始マルセカイ / LONE 12. OZ / UNDER NINE 13. 未来は僕らの足の裏 / 釈迦釈迦チキン 14. 栄光のロックスター☆ 〜俺たちはLOCKSTARなんだ！〜 / ブライアン新世界 | オリコン週間最高位24位 登場回数3回 |
| 2010年12月08日 | 閃光ライオット2010 | RIOT-2010 | 1. ラブレター。 / BURNOUT SYNDROMES 2. 桜色ノスタルジック / Naked blue star 3. Hys / THE★米騒動 4. 聞こえない / Strange-Machine 5. 兵隊と子供 / ラムチョップス 6. 夏がくる / ちゃの子 7. 8183.05km / 山下歩 8. みちこちゃん / 3103 9. Hate “IT" / Wandering Love 10. オーガスト / The Clap 11. 平成のアントワネット / THE ××ズ 12. 平和と嘘 / NewClearFamily | オリコン週間最高位35位 登場回数5回 |
| 2011年12月14日 | 閃光ライオット2011 | RIOT-2011 | 1. MY NAME IS / PAIGE 2. ドラマチックミラー / lemchap 3. doubter / the unknown forecast 4. 夏の夜 / 片平里菜 5. A lost / 透湖 6. Baa Boo Boo / 赤毛のヘップバーンズ 7. 知性のギター / 或る感覚 8. サヨナラパレット / ALOE＃squash! 9. 休日ヨーグルト / 寸止海峡 | オリコン週間最高位22位 登場回数4回 |
| 2012年12月05日 | 閃光ライオット2012 | RIOT-2012 | 1. ラクガキ / バンクス 2. The World Lost You / SHE'S 3. 落下 / Half moon spiral 4. 黒い煙 / 内村イタル 5. 2073 / CROMARTY 6. call / PENs+ 7. to Remember / Chirol 8. パンジー / HEAD LAMP 9. 君とつきあえないなんて / ザ・銀河鉄道 | オリコン週間最高位45位 登場回数2回 |
| 2013年12月04日 | 閃光ライオット2013 | RIOT-2013 | 1. 沈黙のSummer / フィッシュライフ 2. 黒い街 / WOMCADOLE 3. adult / Ivy to Fraudulent Game 4. いらない / とけた電球 5. Don't you remember? / THE 地球連邦軍 6. 金獅子 / 我 ROAD FRONTIER 7. マイルストーンの種 / 緑黄色社会 8. プロムナード / 水上カルビ 9. Hello Hello Hello / the quiet room | オリコン週間最高位40位 登場回数3回 |
| 2014年10月29日 | 閃光ライオット2014 | RIOT-2014 | 1. さようなら IN MY DANCE / 突然少年 2. Pig me mam もっと / アルキツカレテ 3. Happy HuntinG / 奢る舞けん茜 4. めざめ / Cookie Monsters 5. さよなら / Charles 6. 幾千の出会いと一つの奇跡 / Rick Rack 7. Landscape / climbgrow 8. 愛しさが止まらない / 最悪な少年 9. fuckin' summer vacatioooooon!!!!!!!!!!! / ぼくのりりっくのぼうよみ 10. 裸の王様 / liflame | オリコン週間最高位41位 登場回数3回 |

## その後

### メジャーデビュー
- 2008年6月21日 - BEAT STATIONで行われた閃光ライオット2008三次審査福岡会場に出演した『ステレオポニー』がスカウトの目に留まりそのままメジャーデビューを果たした[20]（ステレオポニーはメンバーが1人離脱したため当日出演できなくなった）。
- 2009年7月22日 - ラフォーレ原宿の3次審査東京予選経由で本選に出場した閃光ライオット2008のトップバッター『DOMINO』が、2009年2月18日発売のミニアルバムがきっかけで、Ki/oon Recordsからメジャーデビュー（2009年6月17日から着うた配信）[21]。
- 2009年10月22日 - アメリカ村FAN J-TWICEの3次審査大阪会場に出演した『WEAVER』が「白朝夢」でA-Sketchからメジャーデビュー[22]。
- 2010年2月24日 - 第1回グランプリアーティストの『Galileo Galilei』が「ハマナスの花」でSME Recordsからメジャーデビュー[23]。
- 2010年5月26日 - 第2回ファイナリスト『ズットズレテルズ』の解散後に『ズットズレテルズ』の一部メンバーが移籍した（同じく第2回でのラフォーレ原宿3次予選参加者）OKAMOTO'Sが「10's」でアリオラジャパンからメジャーデビュー[24]。
- 2010年9月29日 - 閃光ライオット2008審査員特別賞アーティストの『ねごと』が「Hello! "Z"」でKi/oon Recordsからメジャーデビュー[25]。
- 2011年8月3日 - ステレオポニーと同じく閃光ライオット2008のBEAT STATIONで行われた3次審査福岡会場に出演した『Droog』が「LOVE SONGS」でavex traxからメジャーデビュー[26]。
- 2012年6月6日 - 閃光ライオット2008ファイナリスト『THE NAMPA BOYS』が「プランジ」でA-sketch(muddy water records)からメジャーデビュー。
- 2012年7月22日 - ラフォーレ原宿の閃光ライオット20083次審査東京予選キモチステージに出演した『渋沢葉』が「せきららら」でビクターエンタテインメント(Getting Better)からメジャーデビュー[27]。
- 2012年7月18日 - Zepp nagoyaの3次審査予選経由で本選に出場した第4回グランプリアーティストの『PAGE』（出場時の名称は"PAIGE"）が「You topia」でKi/oon Musicから最年少、最速でメジャーデビュー[28]。
- 2012年8月8日 - 第1回ファイナリスト『N.O.B.U!!!』が「POWER TO THE PEOPLE!!!」でFar Eastern Tribe Recordsからメジャーデビュー。
- 2013年2月27日 - 閃光ライオット2009準グランプリアーティストの『CHEESE CAKE』が「哀しみのブランコ」でSME Recordsからメジャーデビュー[29]。その後2015年にMOSHIMOに改名し、2021年に「化かし愛」で日本コロムビアから再メジャーデビュー[30]。
- 2013年8月7日 - 閃光ライオット2011審査員特別賞アーティストの『片平里菜』が「夏の夜」でポニーキャニオンからメジャーデビュー[31]。
- 2014年6月11日 - 閃光ライオット2009ファイナリストの『GLIM SPANKY』が「焦燥」でユニバーサルミュージックジャパン内のレーベルEMI R（現・Virgin Music）からメジャーデビュー。
- 2015年12月16日 - 閃光ライオット2014ファイナリストの『ぼくのりりっくのぼうよみ』が「hollow world」でビクターエンタテインメント内のレーベルCONNECTONEよりメジャーデビュー[32]。
- 2016年3月2日 - 閃光ライオット2010準グランプリアーティストの『BURNOUT SYNDROMES』がエピックレコードジャパンからメジャーデビュー[33]。
- 2016年6月8日 - 閃光ライオット2012ファイナリストの『SHE'S』が「Morning Glow」でVirgin Musicからメジャーデビュー[34]。
- 2017年11月1日 - 閃光ライオット2008ファイナリスト『松室政哉』が「毎秒、君に恋してる」でAUGUSTA RECORDSからメジャーデビュー[35]。
- 2018年11月7日 - 閃光ライオット2013準グランプリアーティストの『緑黄色社会』が「溢れた水の行方」でエピックレコードジャパンからメジャーデビュー[36]。

### メジャー以外でのCDデビュー
- 2011年12月19日 - 閃光ライオット2009ファイナリストのconcentrate on popping・ボーカルの橋口なつこが、2010年に『YeYe』としてソロ活動を開始し、Captain Haus Recordingsから「朝を開けだして、夜をとじるまで」でデビュー。

### イベント
- 2009年4月2日に新宿LOFTにて、グランプリを受賞した『Galileo Galilei』や『THE NAMPA BOYS』『The Musique』らがヘッドライナーとなって《catch me if you can '09 tokyo》が開催された。清水ヨシア (The Musique) が企画し、実際のイベント運営を行う自主企画イベント。
- 2012年11月4日にShibuya O-WESTにて、5th Anniversary 閃光ライオット感謝祭を開催。